# La Voie
Pour plus de détails, voir Fiche technique et Distribution.
La Voie est un film algérien réalisé par Mohamed Slim Riad en 1968.

## Synopsis
Durant la Guerre d'Algérie, un groupe de détenus nationalistes algériens tentent de s'enfuir d'un camp d'internement colonial.

## Fiche technique
- Titre : La Voie
- Titre original : La Voie
- Réalisation : Mohamed Slim Riad
- Scénario : Mohamed Slim Riad
- Dialogue : Djamal Mokhnachi
- Directeur de la photographie : Rachid Merabtine
- Directeur de la Production :  Ait Si Selmi
- Musique : Francis Lemarque
- Montage : Dabouz
- Son : Sidi Boumediene
- Chef décorateur: Issaikhem
- Pays d'origine : Algérie
- Langue : arabe, français
- Format : noir et blanc, mono
- Genre : révolutionnaire
- Durée : 112 min
- Date de sortie : 1968

## Distribution
- Mustapha Chougrani :
- Sid Ahmed Agoumi :
- M'hamed Benguettaf :
- Ould Abderrahmane :
- Mohamed Hamdi:
- Allel El Mouhib :
- Arezki Nebti :
- Mohamed Debbah :
- Ahmed Kada

## Distinction
- 1968 : Prix du Jeune cinéma au Festival international de Tachkent (Ouzbékistan)[1].